# Колючник чубатий
Колю́чник чубатий  (Cymbilaimus sanctaemariae) — вид горобцеподібних птахів родини сорокушових (Thamnophilidae). Мешкає в Амазонії.

## Поширення і екологія
Чубаті колючники мешкають на південному сході Перу (Куско, Мадре-де-Дьйос), на південному заході Бразильської Амазонії (Акрі, Рондонія) і на північному заході Болівії (Пандо, північний Ла-Пас). Вони живуть в бамбукових заростях Guadua на узліссях вологих тропічних лісів. Зустрічаються на висоті до 1200 м над рівнем моря.